# 12 aprile
Il 12 aprile è il 102º giorno del calendario gregoriano (il 103º negli anni bisestili). Mancano 263 giorni alla fine dell'anno.

## Eventi
- 238 – Gordiano II viene sconfitto e ucciso nella battaglia di Cartagine dal governatore Capeliano, fedele all'imperatore Massimino il Trace; Gordiano I si suicida alla notizia della morte del figlio;
- 467 – Antemio viene proclamato imperatore romano d'Occidente;
- 1175 – Con la sconfitta del Barbarossa, termina l'Assedio di Alessandria, durato oltre cinque mesi;
- 1204 – I Veneziani con i Cavalieri della Quarta crociata conquistano, per la seconda volta, Costantinopoli;
- 1334 – La Repubblica Fiorentina nomina Giotto di Bondone capomastro del Duomo e architetto delle fortificazioni;
- 1633 – Galileo è accusato di eresia e i suoi testi insieriti nell'Index Librorum Prohibitorum;
- 1676 – Finisce la guerra di re Filippo;
- 1782 – Durante la guerra d'indipendenza americana, la flotta francese del conte de Grasse viene sconfitta nella battaglia delle Saintes da quella inglese comandata da Sir George Brydges Rodney, ponendo fine alle mire espansionistiche francesi nei Caraibi;
- 1815
  - L'eruzione del Tambora iniziata il 5 aprile provoca la morte di 92000 persone;
  - Guerra austro-napoletana: il re di Napoli Gioacchino Murat è sconfitto nella battaglia di Casaglia ed è costretto a togliere l'assedio a Ferrara;
- 1849 – L'astronomo italiano Annibale de Gasparis scopre Igea, uno dei principali asteroidi della Fascia principale del Sistema solare;
- 1861 – Guerra di secessione americana: inizio del conflitto con l'attacco da parte delle forze confederate di Fort Sumter, nel porto di Charleston, Carolina del Sud;
- 1864 – Guerra di secessione americana: Massacro di Fort Pillow, Tennessee;
- 1865 – Guerra di secessione americana: la città di Mobile, Alabama è conquistata dall'armata unionista;
- 1871 – Guerra franco-prussiana: Parigi, parzialmente in mano ai prussiani, viene riconquistata dalla Comune che ordina l'abbattimento della colonna di Place Vendôme;
- 1877 – Il Regno Unito annette il Transvaal;
- 1928 – L'esplosione di un ordigno all'inaugurazione della Fiera Campionaria di Milano, durante la visita del re Vittorio Emanuele III, provoca la morte di venti persone e decine di feriti; la strage rimarrà senza colpevoli;
- 1944 – Italia: re Vittorio Emanuele III di Savoia annuncia alla radio la sua abdicazione in favore del figlio Umberto II, non appena gli Alleati entreranno a Roma;
- 1945 – Harry S. Truman inizia il suo mandato come 33º presidente degli Stati Uniti d'America;
- 1946 – La Siria ottiene l'indipendenza dalla Francia;
- 1961 – Il cosmonauta Jurij Gagarin resta in orbita per 108 minuti a bordo della Vostok 1, diventando il primo uomo nello spazio;
- 1966 – Oceano Atlantico: un'onda anomala colpisce il transatlantico italiano Michelangelo durante una burrasca, causando tre morti e numerosi feriti;
- 1973 – Milano: durante una manifestazione neofascista non autorizzata, Vittorio Loi e Maurizio Murelli lanciano alcune bombe a mano contro la polizia, causando la morte dell'agente di polizia Antonio Marino;
- 1975 – Guerra del Vietnam: l'ambasciata USA a Phnom Penh, Cambogia, è evacuata in conseguenza dell'accerchiamento della città da parte dei Khmer rossi;
- 1981 – USA: viene lanciato il primo Space Shuttle Columbia, parte della missione STS-1;
- 1982 – Gerusalemme, un israeliano spara sui fedeli raccolti davanti alla Moschea al-Aqsa, causando due morti e 30 feriti: all'episodio si ispirerà il movimento terrorista Martiri di al-Aqsa
- 1992
  - Francia: apre a Marne-la-Vallée Euro Disney;
  - Francia: La Cinq cessa le sue trasmissioni;
- 1995 – Sospende le pubblicazioni il quotidiano italiano La Voce, fondato e diretto da Indro Montanelli; le cause sono da ricondurre allo scarso interesse del pubblico e ai debiti accumulati;
- 1999 – I Backstreet Boys pubblicano I Want It That Way, che diventerà il loro singolo più venduto e popolare e fra i maggiori successi di sempre per una boy band[1];
- 2003 – Si svolge in Ungheria il referendum per l'adesione all'Unione europea: partecipa il 45% degli aventi diritto al voto e l'84% di questi vota a favore dell'ingresso nell'UE;
- 2004
  - Il presidente egiziano Hosni Mubarak incontra il presidente degli USA George W. Bush in Texas per definire un piano di pace per il Medio Oriente e la politica da attuare nella regione;
  - Iraq: quattro italiani delle agenzie di sicurezza private sono presi in ostaggio dai guerriglieri Sciiti;
- 2009 – Lo Zimbabwe abbandona ufficialmente la sua valuta, il dollaro zimbabwese.

## Nati
Ci sono circa 1 210 voci su persone nate il 12 aprile; vedi la pagina Nati il 12 aprile per un elenco descrittivo o la categoria Nati il 12 aprile per un indice alfabetico.

## Morti
Ci sono circa 520 voci su persone morte il 12 aprile; vedi la pagina Morti il 12 aprile per un elenco descrittivo o la categoria Morti il 12 aprile per un indice alfabetico.

## Feste e ricorrenze

### Civili
Internazionali:
- Giornata internazionale dei viaggi dell'uomo nello spazio [2], in onore alla data del primo uomo nello spazio, Jurij Gagarin, nel 1961
- Yuri's Night [3] - celebrazione internazionale in onore di Jurij Gagarin, primo uomo nello spazio

Nazionali:
- Carolina del Nord - Giorno dell'indipendenza, in commemorazione della Risoluzione di Halifax (12 aprile 1776)
- URSS-Russia - Giornata della Cosmonautica (День Космонавтики) stabilito per decreto il 9 aprile 1962 dal Soviet Supremo dell'URSS[4]

### Religiose
Cristianesimo:
- Sant'Alferio Pappacarbone, abate
- San Basilio di Pario, vescovo
- San Costantino di Gap, vescovo
- San Damiano di Pavia, vescovo
- San David Uribe Velasco, martire
- Sant'Erchembodone di Thérouanne, vescovo
- Santi Ferdinando da Portalegre ed Eleuterio de Platea, martiri mercedari
- San Giulio I, papa
- San Giuseppe Moscati, medico e laico
- San Saba il Goto, martire
- Santa Teresa di Gesù di Los Andes (Giovanna Fernandez Solar), monaca carmelitana
- Santa Vissia di Fermo, vergine e martire
- San Zeno di Verona, vescovo
- Beato Lorenzo, sacerdote
- Beato Pedro Roca Toscas, chierico e martire
- Beato Pedro Ruiz Ortega, chierico e martire

Religione romana antica e moderna:
- Ludi Ceriales (celebrati dal 12 al 19 aprile) in onore di Cerere

Induismo:
- (2011) - Rama Navami, commemorazione della nascita di Rāma (si celebra il nono giorno di luna crescente del mese di Caitra)
- (2011) - Swaminarayan Jayanti, celebrazione della nascita del Signore Swaminarayan (si celebra il nono giorno di luna crescente del mese di Caitra)